# La vie comme elle vient
La vie comme elle vient (Het leven zoals het komt) is een Belgisch / Franse televisiefilm uit 2002 die werd geregisseerd door Edwin Bailly. De film werd geproduceerd door At Productions en de Belgische publieke omroep RTBF. Naast RTBF zelf werd de film ook uitgezonden op TV5.

## Verhaal
Paul en Barbara verwachten hun eerste kind. Paul werkt samen met zijn broer Christian bij een uitgeverij en merkt dat Christian langzaam begint af te takelen. Christian ontkent, maar moet later schoorvoetend toegeven dat hij lijdt aan de Ziekte van Huntington. Deze ziekte is erfelijk en Christian blijkt de ziekte van zijn vader te hebben gekregen. Zijn ouders hebben dat altijd voor Paul verzwegen, de vader heeft destijds suïcide gepleegd, omdat hij de symptomen van de ziekte niet meer aankon. Zodra bekend is dat ook Paul en zijn kind de ziekte kunnen hebben geërfd, staan ze voor een ethisch dilemma:
- Paul zelf wil het niet weten en mist eigenlijk de moed voor een bloedtest die voor hem uitsluitsel kan geven.
- Barbara wil het juist wel weten; als zou blijken dat Paul drager van de ziekte is, dan kan daarna via een punctie worden vastgesteld of de foetus ook erfelijk belast is en kan nog abortus overwogen worden.
- Het is daarbij in Europa niet toegestaan dat de moeder zonder medeweten van de vader de punctie laat doen; indien immers de foetus erfelijk belast is, dan is in dit geval ook de vader erfelijk belast.

De verschillen van mening lopen zodanig op dat Paul en Barbara uit elkaar gaan.
Kentering is het hele verhaal is een ongelukje op de school waar Barbara les geeft. Als een van de kinderen een epileptische aanval krijgt, wordt direct de moeder gebeld. Nadat de jongen weer opgestaan is, vraagt Barbara aan de moeder of deze ziekte een gevolg was van erfelijkheid. Nee zegt de moeder en zegt daarbij dat je niet alles in het leven kan toewijzen aan een gebeurtenis; het leven komt zoals het komt.
Uiteindelijk laat Paul de test doen, maar alleen voor zichzelf. Barbara wil niets meer weten van een onderzoekspunctie, ze wachten wel af of hun zoontje later ook de ziekte krijgt. 